# Yevgueni Makárenko
Yevgueni Mijáilovich Makárenko –en ruso, Евгений Михайлович Макаренко– (Nizhnevártovsk, URSS, 10 de octubre de 1975) es un deportista ruso que compitió en boxeo.
Ganó dos medallas de oro en el Campeonato Mundial de Boxeo Aficionado, en los años 2001 y 2003, y tres medallas en el Campeonato Europeo de Boxeo Aficionado entre los años 1998 y 2004.
Participó en los Juegos Olímpicos de Atenas 2004, ocupando el quinto lugar en el peso semipesado.

## Palmarés internacional
| Campeonato Mundial | Campeonato Mundial    | Campeonato Mundial | Campeonato Mundial |
| Año                | Lugar                 | Medalla            | Categoría          |
| ------------------ | --------------------- | ------------------ | ------------------ |
| 2001               | Belfast (Reino Unido) | Medalla de oro     | 81 kg              |
| 2003               | Bangkok (Tailandia)   | Medalla de oro     | 81 kg              |
| Campeonato Europeo |                       |                    |                    |
| Año                | Lugar                 | Medalla            | Categoría          |
| 1998               | Minsk (Bielorrusia)   | Medalla de bronce  | 91 kg              |
| 2002               | Perm (Rusia)          | Medalla de oro     | 91 kg              |
| 2004               | Pula (Croacia)        | Medalla de oro     | 81 kg              |